# Richmond (stanice metra v Londýně)
Richmond je železniční stanice a stanice metra v Londýně, otevřená 27. července 1846. Roku 1903 proběhla její elektrifikace. Dříve zde jezdila linka Metropolitan Line a Hammersmith & City Line. Autobusové spojení zajišťují linky: 33, 65, 190, 337, 371, 391, 419, 490, 493, 969, H22, 537, R68, R70 a noční linka N22. Stanice se nachází v přepravní zóně 4 a leží na lince:
- District Line (zde linka končí, před touto stanicí je Kew Gardens)
- National Rail
- Overground

| Rok  | Počet cestujících |
| ---- | ----------------- |
| 2011 | 7,47 mil          |
| 2012 | 7,56 mil          |
| 2013 | 7,95 mil          |
| 2014 | 8,45 mil          |